# Madonna Speyer
La Madonna Speyer è un dipinto a tempera e oro su tavola (28x18 cm) attribuito a Carlo Crivelli, databile attorno agli anni 50 del XV secolo.

## Storia
L'opera è nota almeno dal 1927, quando si trovava nella collezione Speyer di New York e Drey l'assegnò a un seguace del Crivelli, come confermò poi van Maerle (1936). Fu Roberto Longhi, nel 1946, ad attribuirla al maestro, indicandola come una delle più antiche opere riferibili al pittore, nella sua fase veneziana prima di concludere il suo apprendistato a Padova a bottega dallo Squarcione. 
La proposta di Longhi venne accettata da Pallucchini (1950), Zampetti (1952) e Berenson (1958), ma fu respinta da Bovero (1961), che continuò a ritenerla opera debole di un seguace. Ribadirono l'autografia invece Zampetti e Bottari (1961).
Nel 1951, l'opera venne acquistata a Roma dall'imprenditore Vittorio Cini, importante collezionista d'arte, entrando a far parte della sua raccolta fino al 1977. Attualmente è conservata presso una collezione privata.

## Descrizione e stile
La piccola tavola centinata, nata probabilmente per la devozione privata, contiene Maria che, affacciandosi da un parapetto, mostra il Bambino seduto su di esso, con un cuscinetto. Dietro di essa sta un drappo verde teso, che continua idealmente in quello rosso steso sul parapetto, e che permette di vedere, ai lati, due brani di paesaggio agreste. La Madonna al parapetto, schema di derivazione fiamminga ormai popolarissimo in Italia e a Venezia in particolare, venne di fatto replicato dall'artista lungo tutta la sua carriera, aggiungendo nuove varianti. 
Se le sottili mani della Vergine, la forma della testa sua e di quella del Bambino ricordano da vicino l'arte del Crivelli, l'uso circoscritto dell'oro alle sole aureole e corone, nonché il tono semplice, a tratti secco, della scena rimandano ai maestri veneziani all'inizio della seconda metà del secolo, quali Jacopo Bellini, Antonio Vivarini e il giovanissimo Giovanni Bellini.
Le delicatissime mani di Maria sfiorano il Bambino e gli afferrano la veste. Alcuni scorci mostrano particolare maestria (la mano destra di Maria, la testa e il piedino destro del Bambino), ma non presuppongono un modello rinascimentale, essendo già presenti nell'arte lagunare tardogotica, in particolare con Gentile da Fabriano.
Lo stato conservativo non è ottimale.